# 権徹
権 徹（ゴン・チョル、朝: 권 철、英: Kwon Choul、1967年 - ）は、大韓民国の慶尚北道出身の報道写真家。日本ビジュアル・ジャーナリスト協会会員。
韓国で大学卒業後、写真の勉強のために1994年に日本にわたり、日本写真芸術専門学校に入学、報道写真家の樋口健二に師事する。
1999年、ハンセン病回復者を取り上げた写真記事で雑誌デビュー。その後も東京都の歌舞伎町、北朝鮮からの脱北者、日本と韓国の元ハンセン病患者、原子力発電所、在日朝鮮人、米軍基地、韓流ブームなどの取材を続け、『DAYS JAPAN』『フライデー』『FLASH』などの雑誌記事、テレビのドキュメンタリー番組への出演など、幅広く活躍する。2008年には四川大地震現場、2011年3月の東日本大震災に際しては被害地や福島第一原子力発電所事故の取材を行なう。
歌舞伎町は、日本写真芸術専門学校在学時に近所だったために撮影対象となったもので、10数年におよぶライフワークとなった。長年にわたって撮影し続けたことから「歌舞伎町スナイパーカメラマン」とも呼ばれ、その撮影対象は暴力や路上の痴態に始まり、警察の横暴や事件・事故、穏やかな日常風景と多岐にわたる。
2014年に日本を去り、韓国へ帰郷。済州島での取材生活を経た後、ソウル特別市で活動を続けている。
主な作品は、歌舞伎町の幼いホームレスを撮影した『歌舞伎町のこころちゃん』など。2013年に刊行した写真集『歌舞伎町』は第44回講談社出版文化賞「写真賞」を受賞。同年にハンセン病回復者の詩人・桜井哲夫をテーマとして刊行した『てっちゃん ハンセン病に感謝した詩人』は、翌2014年に東京都のブックフェア「今、読むべき30冊」に選ばれた。

## 作品集
- 『歌舞伎町のこころちゃん』講談社、2008年12月11日。ISBN 978-4-06-215147-4。
- 『歌舞伎町』扶桑社、2013年2月22日。ISBN 978-4-594-06770-0。
- 『てっちゃん ハンセン病に感謝した詩人』彩流社、2013年11月2日。ISBN 978-4-7791-1954-5。
- 『歌舞伎町スナイパー 韓国人カメラマンの18年戦記』宝島社〈宝島SUGOI文庫〉、2014年9月4日。ISBN 978-4-8002-2760-7。（撮影手記）